# Суппо I Сполетський
Суппо I (†5 березня 822), у 822—824 герцог Сполетський. За походженням знатний франк, який у 817 був графом Брешії, Парми, П'яченци, Модени та Бергамо.
У 818 відіграв значну роль у придушенні бунту короля Італії Бернарда проти імператора Людовика I Благочестивого. Після зречення та смерті Вінігеса вдячний імператор надав Суппо герцогство Сполетське.